# Ушбіїцький сільський округ
Ушбії́цький сільський округ (каз. Үшбиік ауылдық округі, рос. Ушбиикский сельский округ) — адміністративна одиниця у складі Жарминського району Абайської області Казахстану. Адміністративний центр та єдиний населений пункт — село Ушбіїк.
Населення — 1265 осіб (2021; 1436 у 2009, 2225 у 1999, 2592 у 1989).
Станом на 1989 рік існувала Первомайська сільська рада (села Єнрекей, Ушбіїк). До 1997 року сільський округ називався Первомайським.  Село Єнрекей було ліквідовано 2017 року. 2013 року станційне селище Роз'їзд 18 було передане до складу Аягозького району.

## Склад
До складу округу входять такі населені пункти:
| Населений пункт  | Старі назви | Населення, осіб (1989) | Населення, осіб (1999) | Населення, осіб (2009) | Населення, осіб (2021) |
| ---------------- | ----------- | ---------------------- | ---------------------- | ---------------------- | ---------------------- |
| Єнрекей, село    | -           | 320                    | 175                    | 103                    | -                      |
| Ушбіїк, село     | -           | 2272                   | 2050                   | 1333                   | 1264                   |
| --ділянка Тошала | -           | -                      | -                      | -                      | 1                      |